# Mijn leven is van mij
Mijn leven is van mij is een single van Pia Douwes. Het is afkomstig van het album Elisabeth. Album en lied horen bij de musical Elisabeth van Joop van den Ende over het leven van de Oostenrijks-Hongaarse keizerin Elisabeth. Ten tijde van het uitbrengen van de single haalde het album haar hoogste notering in de Album Top 100.

## Hitnotering

### Nederlandse Top 40
| Positie: | 35 | 40 | 30 | 40 | uit |

### NederlandseDaverende 30
| Positie: | 92 | 83 | 31 | 17 | 11 | 12 | 15 | 22 | 32 | 45 | 70 | 89 | uit |

### NPO Radio 2 Top 2000
Mijn leven is van mij stond alleen in 2009 in de NPO Radio 2 Top 2000, op plek 1917.